# Aurel Țicleanu
Aurel „Chiose“ Țicleanu (* 20. Januar 1959 in Teliuc, Kreis Hunedoara) ist ein ehemaliger rumänischer Fußballspieler und derzeitiger -trainer und Funktionär. Er bestritt insgesamt 337 Spiele in der höchsten rumänischen Fußballliga, der Divizia A. Außerdem nahm er an der Fußball-Europameisterschaft 1984 teil. Seit Februar 2017 betreut er die U-17-Nationalmannschaft seines Landes.

## Spielerkarriere

### Verein
Țicleanu begann in seinem Heimatort Sadu beim dortigen Verein Metalurgistul. Dort wurde er im Jahr 1976 vom damaligen Trainer von Universitatea Craiova, Constantin Oțet, entdeckt und nach Craiova geholt. Er schaffte gleich den Sprung in die erste Mannschaft und kam am 25. Mai 1977 zu seinem ersten Einsatz in der Divizia A. Țicleanu wurde Stammspieler und verlebte in Craiova seine erfolgreichsten Jahre. Neben dem Gewinn der Meisterschaft in den Jahren 1980 und 1981 erreichte er in der Saison 1982/83 das Halbfinale im UEFA-Pokal, wo die Mannschaft nur aufgrund der Auswärtstorregel gegen Benfica Lissabon ausschied.
Im Jahr 1985 verließ Țicleanu Craiova und wechselte zu Sportul Studențesc Bukarest. Hier hatte er in der Saison 1985/86 großen Anteil am bis heute größten Erfolg des Vereins, der rumänischen Vizemeisterschaft. Im Jahr 1989 erhielt Țicleanu die Erlaubnis, ins Ausland zu wechseln, und schloss sich dem zypriotischen Klub Olympiakos Nikosia an, wo er 1991 seine Karriere beendete.

### Nationalmannschaft
Țicleanu bestritt insgesamt 44 Spiele für die rumänische Fußballnationalmannschaft und erzielte dabei zwei Tore. Sein Debüt gab er am 29. August 1979 gegen Polen. Nationaltrainer Mircea Lucescu nominierte ihn für die Fußball-Europameisterschaft 1984 in Frankreich, wo er in den Spielen gegen Spanien und Deutschland jeweils für Marin Dragnea eingewechselt wurde.

## Trainerkarriere
Nach dem Ende seiner aktiven Laufbahn begann Țicleanu eine Karriere als Fußballtrainer. Im Jahr 1991 übernahm er zunächst UTA Arad in der zweitklassigen Divizia B. Nachdem der angestrebte Aufstieg knapp verpasst worden war (UTA wurden wegen Spielabsprachen acht Punkte abgezogen), übernahm er 1992 Oțelul Galați in der Divizia A. Mit Oțelul gelang ihm zunächst eine Platzierung im Mittelfeld. Nachdem in der Saison 1993/94 lediglich der Abstieg vermieden werden konnte, wurde sein Vertrag nicht verlängert.
Nach zwei Spielen als Interimstrainer von Universitatea Craiova im Jahr 1994 übernahm er 1996 Viromet Victoria. Auch dieses Engagement war nicht von langer Dauer. Im Jahr 1997 wurde Țicleanu Sportdirektor des FC Brașov, ehe er noch im selben Jahr AS Rocar Bukarest, das in der Divizia B spielte, als Cheftrainer übernahm.
Bereits nach wenigen Monaten wurde er bei Rocar entlassen und ging als Trainer nach Marokko, wo er Maghreb Fez trainierte. Im Jahr 1999 kehrte Țicleanu nach Rumänien zurück und wurde unter Costică Ștefănescu Co-Trainer von Astra Ploiești, ehe er im Jahr 2000 erneut bei Oțelul Galați anheuerte. Nach 13 Spieltagen trennte sich der Klub wieder von ihm. Țicleanu übernahm das Amt des Präsidenten, später des Sportdirektors von Universitatea Craiova, ehe er im Laufe der Saison 2001/02 Cheftrainer von Tractorul Brașov in der Divizia B wurde.
Țicleanu blieb nicht lange in Brașov. Zunächst übernahm er im Jahr 2002 Partizan Tirana, ehe er für wenige Monate Jugendnationaltrainer von Bangladesch wurde. Im Mai 2002 kehrte er zu Maghreb Fez zurück, wo er das Finale um den marokkanischen Pokal erreichte, dort aber Hassania d’Agadir unterlag. Im November 2002 wechselte er erneut nach Albanien, wo ihm mit KS Dinamo Tirana am 7. Mai 2003 die Qualifikation für das Finale des albanischen Pokals gelang. Unmittelbar nach dem Spiel trat Țicleanu vier Spieltage vor Saisonende aufgrund des enttäuschenden Abschneidens in der Meisterschaft allerdings von seinem Amt zurück. Beim siegreichen Pokalfinale wurde Dinamo Tirana von Agim Canaj betreut. Canaj wurde fünf Monate später erneut Țicleanus Nachfolger, nachdem dieser am 18. Oktober 2003 bei KS Lushnja zurückgetreten war.
Nach seiner Rückkehr nach Rumänien wurde Țicleanu zunächst Sportdirektor des Drittligisten FC Ghimbav 2000, ehe er im Sommer 2004 den marokkanischen Klub Hassania d’Agadir übernahm. Der Vertrag wurde jedoch schon im Dezember 2004 in beiderseitigem Einvernehmen aufgelöst. Țicleanu kehrte nach Brașov zurück und gründete dort mit seiner Frau ein Reisebüro. Anfang 2006 wechselte er in die Kuwaiti Premier League zum al-Sahel SC und belegte mit dem Team am Ende der Saison den 7. Platz. In der Folgesaison wurde die Anzahl der Erstligamannschaften von 14 auf 8 reduziert wurde und Al-Sahel gelang es als Fünftplatzierter erneut, den Abstieg in die Kuwaiti Division One zu vermeiden.
2007 übernahm Țicleanu für eine Saison das Training bei dem Ligakonkurrenten al-Dschahra, mit dem er 2008 allerdings Tabellenletzter wurde. Obwohl es in jener Saison keinen Absteiger aus der Kuwaiti Premier League gab, unterschrieb er im Juli 2008 einen Vertrag als U19-Trainer bei Al-Shabab in Saudi-Arabien. Am 1. August 2009 wurde Țicleanu erneut Trainer von Al-Sahel Abu Halifa, diesmal allerdings in der Kuwaiti Division One. Im März 2010 wurde er wegen Erfolglosigkeit entlassen und zwei Monate später ernannte ihn der saudi-arabische Zweitligist Al Ohud Club aus Medina zu seinem neuen Trainer. Țicleanu trat sein Amt jedoch nicht an, woraufhin sich der Klub im Juli 2010 an die FIFA wandte. Ab dem 25. Juni 2010 trainierte er nämlich FC Universitatea Craiova, wurde jedoch am 22. August 2010 nach nur fünf Meisterschaftsspielen von Adrian Mititelu, dem Mäzen des Vereins, entlassen. Mitte Januar 2011 holte dieser Țicleanu als Vereinspräsident zurück, nachdem Amtsinhaber Silvian Cristescu entlassen worden war. Țicleanu saß nach der kurzfristigen Entlassung von Laurențiu Reghecampf beim Auswärtsspiel gegen Oțelul Galați ein letztes Mal auf der Trainerbank und löste am 7. Mai 2011 seinen Vertrag bei Universitatea auf.
Am 5. Juli 2011 kam es dann mit einem Jahr Verspätung doch zu einem Trainerengagement bei dem saudi-arabischen Zweitligisten Al Ohud Club aus Medina. Țicleanu wurde Mitte Dezember 2011 entlassen und unterschrieb Mitte Februar 2012 einen dreimonatigen Vertrag beim kuwaitischen Zweitligisten Al Tadamon, wo er den kurz zuvor verstorbenen brasilianischen Trainer Jorge Anadon ersetzte. Nach dem verpassten Aufstieg kehrte Țicleanu im Mai 2012 nach Brașov zurück, fand in Khaitan Sporting Club, dem Ligakonkurrenten von Al Tadamon, aber schnell einen neuen Arbeitgeber in Kuweit. Am 23. Juni 2012 erhielt er dort einen Vertrag bis zum Jahresende und kehrte anschließend nach Rumänien zurück.
Im März 2013 unterstützte Țicleanu zunächst Ilie Balaci und Adrian Mititelu bei deren Versuch, eine neue Mannschaft für Universitatea Craiova aufzubauen, entschloss sich jedoch Anfang April 2013, das Amt des technischen Direktors beim Zweitligisten Corona Brașov anzunehmen. Am Ende der Saison 2012/13 stieg Corona zwar in die Liga 1 auf, doch Țicleanus Vertrag wurde im Juni 2013 nicht mehr verlängert. Am 19. August 2013 löste Țicleanu Adrian Szabo als Trainer beim Erstligisten FC Brașov ab. Aufgrund von Meinungsverschiedenheiten mit Ioan Neculaie, dem Mäzen des Vereins, wurde er jedoch am 23. September 2013 nach drei Spielen ohne Niederlage entlassen und durch Alexandru Pelici ersetzt. Seit April 2014 ist Țicleanu beim rumänischen Fußballverband tätig.
Im Juni 2016 übernahm Țicleanu in der Nachfolge von Sebastião Lazaroni den Trainerposten beim Qatar SC. Ende des Jahres verließ er den Klub wieder. Im Februar 2018 wurde er als Nachfolger von Sorin Colceag Trainer der rumänischen U-17-Nationalmannschaft.

## Erfolge

### Als Spieler
- EM-Teilnehmer: 1984
- Balkan-Cupsieger: 1977/80
- Rumänischer Meister: 1980, 1981
- Rumänischer Pokalsieger: 1977 (ohne Finaleinsatz), 1978, 1981, 1983
- Halbfinale im UEFA-Pokal: 1983

### Als Trainer
- Marokkanischer Pokalfinalist: 2002

## Sonstiges
Țicleanu ist seit Dezember 2001 Ehrenbürger seines Heimatortes Sadu und seit 2003 Ehrenbürger von Craiova. 1981 heiratete er zum ersten Mal. Aus dieser Ehe, die 1999 geschieden wurde, stammen ein Sohn und eine Tochter. Țicleanu ist inzwischen zum zweiten Mal verheiratet und hat eine weitere Tochter.